# Kenko
Kenko é um centro arqueológico localizado no Vale Sagrado dos Incas, a seis quilômetros a noroeste da cidade de Cusco, no Peru, a 3.580 metros de altitude. É composto por dois lugares: el Grande, que se encontra ao pé do caminho que vai desde Sacsayhuaman até Písac; e el Chico, que está a 350 metros a oeste do anterior, sobre a encosta. Este templo está localizado sobre o que hoje se conhece como o monte Socorro e engloba uma área de pouco mais de 3.500 metros quadrados. Na época do Império Inca foi um centro dedicado ao rito e são de particular interesse seu anfiteatro de forma semi-circular e suas galerias subterrâneas.
Não se conhece o nome original deste templo. Os conquistadores espanhóis lhe deram o nome de Kenko, palavra da quíchua que significa "labirinto", pelas galerias subterrâneas em forma de labirinto e pelos pequenos canais lavrados  nas rochas em forma de ziguezague.
Este monumento foi qualificado como um anfiteatro, pois tem um construção semicircular. Na realidade, se ignora a finalidade desta construção, que pode ter sido utilizada como altar, um tribunal ou uma tumba. Presume-se que foi um dos santuários mais importantes da era inca.
Igualmente interessante é o labirinto com seus canais em ziguezague e sua pedra ao centro em frente à qual possivelmente se prostravam os adoradores de Inti ou deus Sol e da deusa Pacha Mama ou Terra.

## Galeria

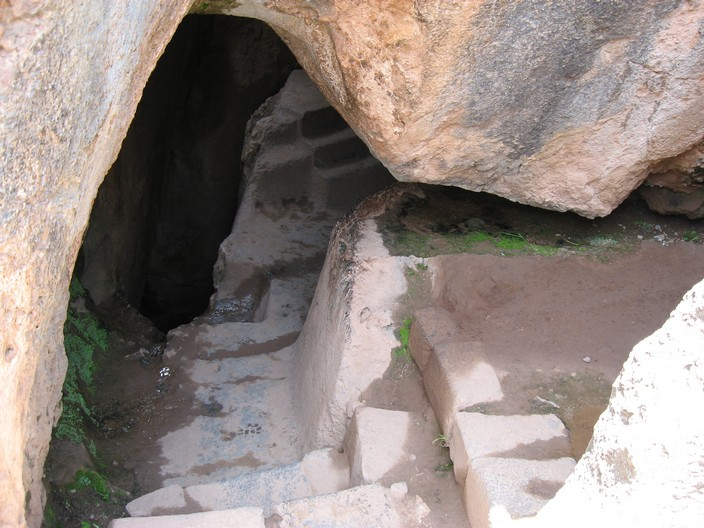
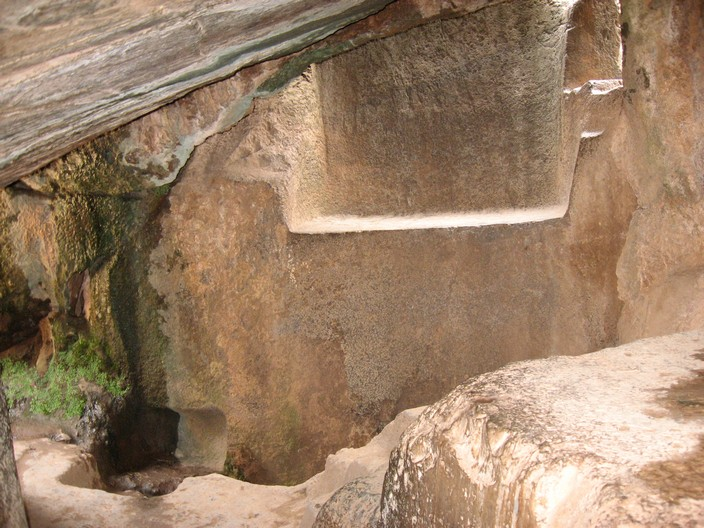
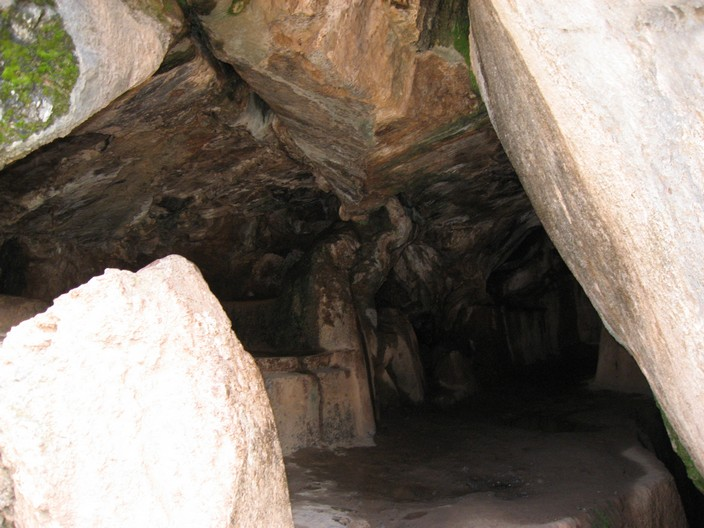
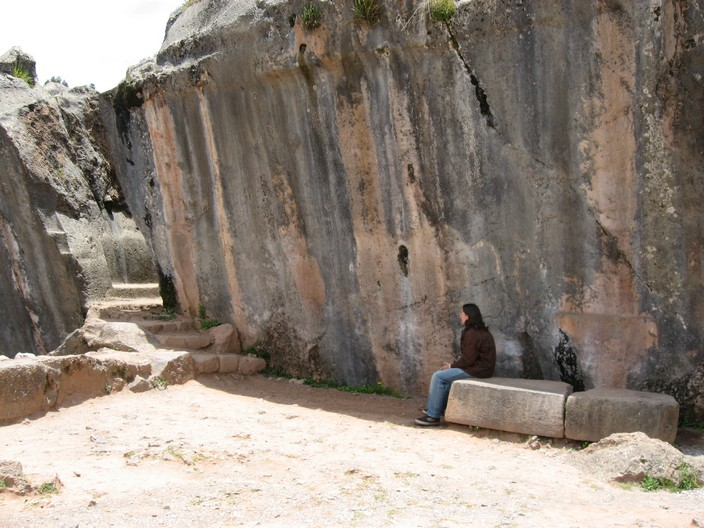
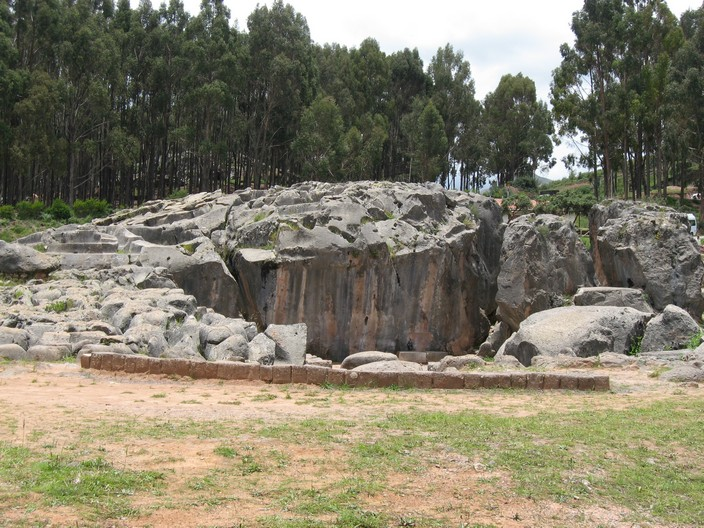